# Ditmar Wick
Ditmar Wick (* 1953 in Königs Wusterhausen) ist ein deutscher Sportwissenschaftler und Hochschullehrer.

## Leben
1976 schloss Wick an der Humboldt-Universität zu Berlin ein Sport- und Geografiestudium ab, 1982 schloss er eine Doktorarbeit und 1987 eine Habilitation ab. 2005 trat Wick eine Professorenstelle an der Universität Potsdam an. 2012 wechselte er an die Potsdamer Fachhochschule für Sport und Management und übernahm dort die Professur für Leistungs- und Wettkampfsport. Ein Jahr später wurde Wick darüber hinaus Vizepräsident der Potsdamer Fachhochschule.
Wick leitete unterschiedliche Forschungsprojekte, in den sportwissenschaftlichen Disziplinen Trainings- und Bewegungswissenschaft, darunter „Trainingsmethodische Beeinflussung der Schnellkraft- und Maximalkraftentwicklung im Nachwuchsbereich des Kanurennsports“ (1998), „Startsprung im Schwimmen“ (2000 bis 2002), „Erfassen individueller Bewegungsprofile angriffsspezifischer Technikelemente und deren Beeinflussung über das sensomotorische Regulationssystem bei Spitzensportlern im Judo“ (2007/2008), und „Jahresdynamische Entwicklung von motorischen Leistungsfaktoren junger Kanuten“ (2000 bis 2002).
In seinem in mehreren Auflagen erschienenen Buch „Biomechanik im Sport: Lehrbuch der biomechanischen Grundlagen sportlicher Bewegung“ erläutert er die Entwicklung, Bedeutung und wichtige Erkenntnisse der Biomechanik. 2002 brachte er gemeinsam mit Andreas Hohmann und Klaus Carl den in der Schriftenreihe des Bundesinstituts für Sportwissenschaft eingereihten Band „Talent im Sport“ heraus.
Neben seiner sportwissenschaftlichen Tätigkeit engagierte sich Wick unter anderem bis 2015 sieben Jahre lang als Vorstandsmitglied des Landesruderverbandes Brandenburg.